# Ряд Тейлора
Ряд Те́йлора — разложение функции в бесконечную сумму степенных функций. Частный случай разложения в ряд Тейлора в нулевой точке называется рядом Маклорена.
Ряд Тейлора был известен задолго до публикаций Брука Тейлора — его использовали ещё в XIV веке в Индии, а также в XVII веке Грегори и Ньютон.
Ряды Тейлора применяются при аппроксимации функции многочленами.
В частности, линеаризация уравнений происходит путём разложения в ряд Тейлора и отсечения всех членов выше первого порядка.
Обобщением понятия ряда Тейлора в функциональном анализе является ряд Фантапье.

## Определение
1. Многочленом Тейлора функции {\displaystyle f(x)} вещественной переменной {\displaystyle x}, дифференцируемой {\displaystyle k} раз в точке {\displaystyle a}, называется конечная сумма
{\displaystyle \sum _{n=0}^{k}{\frac {f^{(n)}(a)}{n!}}(x-a)^{n}=f(a)+f'(a)(x-a)+{\frac {f^{(2)}(a)}{2!}}(x-a)^{2}+\ldots +{\frac {f^{(k)}(a)}{k!}}(x-a)^{k}},
используемая в приближённых вычислениях, как обобщение следствия теоремы Лагранжа о среднем значении дифференцируемой функции:
при {\displaystyle x-a=h\to 0} верно {\displaystyle f(x)=f(a+h)=f(a)+f'(a)\cdot h+O(h^{2})\approx f(a)+f'(a)\cdot h=f(a)+f'(a)\cdot (x-a)}.
При записи суммы использованы обозначение {\displaystyle f^{(0)}(x)=f(x)} и соглашение о произведении по пустому множеству: {\displaystyle 0!=1}, {\displaystyle (x-a)^{0}=1}.
2. Рядом Тейлора в точке {\displaystyle a} функции {\displaystyle f(x)} вещественной переменной {\displaystyle x}, бесконечно дифференцируемой в окрестности точки {\displaystyle a}, называется формальный степенной ряд
{\displaystyle f(x)=\sum _{n=0}^{+\infty }{\frac {f^{(n)}(a)}{n!}}(x-a)^{n}=\sum _{n=0}^{+\infty }\varphi _{n}(x;a)} с общим членом {\displaystyle \varphi _{n}(x;a)={\frac {f^{(n)}(a)}{n!}}\cdot (x-a)^{n}}, зависящим от параметра {\displaystyle a}.
Другими словами, рядом Тейлора функции {\displaystyle f(x)} в точке {\displaystyle a} называется ряд разложения функции по положительным степеням двучлена {\displaystyle (x-a)}:
{\displaystyle f(x)=f(a)+f'(a)(x-a)+{\frac {f''(a)}{2!}}(x-a)^{2}+\ldots +{\frac {f^{(n)}(a)}{n!}}(x-a)^{n}+\ldots \,}.
Как указано ниже в примерах, наличия бесконечной дифференцируемости функции {\displaystyle f(x)} в окрестности точки {\displaystyle a} не достаточно, чтобы ряд Тейлора сходился к самой функции где-либо, кроме самой точки {\displaystyle a}.
3. Рядом Тейлора в точке {\displaystyle a} функции {\displaystyle f(z)} комплексной переменной {\displaystyle z},
удовлетворяющей в некоторой окрестности {\displaystyle U\subseteq \mathbb {C} } точки {\displaystyle a} условиям Коши — Римана,
называется степенной ряд
{\displaystyle f(z)=\sum _{n=0}^{+\infty }{\frac {f^{(n)}(a)}{n!}}(z-a)^{n}}.
В отличие от вещественного случая, из условий следует, что найдётся такое значение радиуса {\displaystyle R>0}, что в {\displaystyle D_{R}=\{z\in \mathbb {C} :|z-z_{0}|<R\}\subseteq U} ряд сходится к функции {\displaystyle f(z)}.
4. В случае {\displaystyle a=0} ряд
{\displaystyle f(x)=\sum _{n=0}^{+\infty }{\frac {f^{(n)}(0)}{n!}}x^{n}}
называется рядом Маклорена.

## Аналитическая функция
1. Функция {\displaystyle f(x)} вещественной переменной {\displaystyle x} называется аналитической в точке {\displaystyle x=a}, если существуют такой радиус {\displaystyle R>0} и такие коэффициенты {\displaystyle c_{k}=c_{k}(a)=c_{k}(a;f)\,}, {\displaystyle k=0,1,2,\dots \,}, что {\displaystyle f(x)} может быть представлена в виде сходящегося на интервале {\displaystyle (a-R;a+R)} степенного ряда:
{\displaystyle \sum \limits _{k=0}^{+\infty }{{c_{k}}{{(x-a)}^{k}}}\,},
то есть {\displaystyle \forall x\in (a-R;a+R)} {\displaystyle \Rightarrow } {\displaystyle \lim _{n\to +\infty }\,\sum \limits _{k=0}^{n}{{c_{k}}{{(x-a)}^{k}}}=f(x)}.
Функция называется аналитической на промежутке (на множестве), если она является аналитической в каждой точке этого промежутка (множества).
2. Степенной ряд {\displaystyle \sum \limits _{k=0}^{+\infty }{{c_{k}}{{(z-a)}^{k}}}} на любом компактном подмножестве {\displaystyle K} области сходимости {\displaystyle D_{R}=\{z\in \mathbb {C} :|z-z_{0}|<R\}} допускает почленное дифференцирование любое количество раз.
Если в {\displaystyle k}-ю производную функции {\displaystyle \sum \limits _{k=0}^{+\infty }{{c_{k}}{{(z-a)}^{k}}}} подставить {\displaystyle z=a}, то получится {\displaystyle {c_{k}}\cdot k!}.
Таким образом, для аналитической в точке {\displaystyle a} функции {\displaystyle f(z)} для некоторого {\displaystyle R>0} всюду в {\displaystyle D_{R}=\{z\in \mathbb {C} :|z-z_{0}|<R\}} является верным представление {\displaystyle f(z)=\sum _{k=0}^{+\infty }{\frac {f^{(k)}(a)}{k!}}(z-a)^{k}}.
Следствие. Функция {\displaystyle f(x)} вещественной переменной {\displaystyle x} является аналитической в точке {\displaystyle a} тогда и только тогда, когда она равна своему ряду Тейлора с параметром {\displaystyle a} на некотором открытом интервале, содержащем точку {\displaystyle a}.
3. Вопрос: будет ли для произвольной бесконечно дифференцируемой в точке {\displaystyle a} функции {\displaystyle f(x)} вещественного переменного {\displaystyle x} её ряд Тейлора {\displaystyle \sum _{k=0}^{+\infty }{\frac {f^{(k)}(a)}{k!}}(x-a)^{k}} сходиться к {\displaystyle f(x)} всюду на каком-нибудь интервале {\displaystyle (a-R;a+R)}, то есть представима ли {\displaystyle f(x)} этим рядом?
Ответ: нет.
Существуют бесконечно дифференцируемые функции вещественной переменной, ряд Тейлора которых сходится, но при этом отличается от функции в любой окрестности
{\displaystyle a}.
Примеры. Функции вещественной переменной {\displaystyle f_{2}(x)=\left\{{\begin{array}{ll}{e^{-{\frac {1}{x^{2}}}}},&x\neq 0\\0,&x=0\end{array}}\right.\,},
{\displaystyle f_{+}(x)=\left\{{\begin{array}{ll}{e^{-{\frac {1}{x}}}},&x>0\\0,&x\leq 0\end{array}}\right.\,},
{\displaystyle f_{\rm {v}}(x)=\left\{{\begin{array}{ll}{e^{-{\frac {1}{|x|}}}},&x\neq 0\\0,&x=0\end{array}}\right.\,}
являются бесконечно дифференцируемыми в точке {\displaystyle x=0}, причём все эти производные равны нулю.
Следовательно, ряды Тейлора всех этих функций с параметром {\displaystyle a=0} тождественно равны нулю.
Однако, для любого {\displaystyle R>0} в окрестности {\displaystyle (-R;+R)} точки {\displaystyle a=0} найдутся точки,
в которых функции отличны от {\displaystyle 0}.
Таким образом, эти функции не являются в точке {\displaystyle a=0} аналитическими.
Доказательство проведём для функции {\displaystyle f(x)=f_{2}(x)=\left\{{\begin{array}{ll}{e^{-{\frac {1}{x^{2}}}}},&x\neq 0\\0,&x=0\end{array}}\right.\,}, предложенной Огюстеном Луи Коши.
Функция {\displaystyle \exp \left(-{\frac {1}{z^{2}}}\right)}, является аналитической функцией комплексной переменной
для всех {\displaystyle z\in {\overline {\mathbb {C} }}\setminus \{0\}}.
Для {\displaystyle z\neq 0} очевидно, что
{\displaystyle {\frac {d}{dz}}\exp \left(-{\frac {1}{z^{2}}}\right)=\exp \left(-{\frac {1}{z^{2}}}\right)\cdot \left({\frac {2}{z^{3}}}\right)}.
Функция {\displaystyle f(x)} для {\displaystyle x\in \mathbb {R} } — это «исправленная» функция
{\displaystyle \exp \left(-{\frac {1}{x^{2}}}\right)}, {\displaystyle x\in \mathbb {R} \setminus \{0\}},
дополненная пределами слева {\displaystyle \lim _{x\to 0,x<0}\exp \left(-{\frac {1}{x^{2}}}\right)=0}
и справа {\displaystyle \lim _{x\to 0,x>0}\exp \left(-{\frac {1}{x^{2}}}\right)=0} в точке {\displaystyle x=0}.
Найдём производную функции {\displaystyle f(x)} в точке {\displaystyle x=0}.
По определению:
{\displaystyle f'(0)=\lim _{\Delta x\to 0,\Delta x\in \mathbb {R} \setminus \{0\}}{\frac {f(0+\Delta x)-f(0)}{\Delta x}}=\lim _{h\to 0,h\in \mathbb {R} \setminus \{0\}}{\frac {f(h)-0}{h}}={\frac {0}{0}}=\lim _{h\to 0,h\in \mathbb {R} \setminus \{0\}}{\frac {f'(h)}{h'}}=\lim _{h\to 0,h\in \mathbb {R} \setminus \{0\}}{\frac {2f(h)}{{h}^{3}}}}.
Поскольку для {\displaystyle x\in (0;1)} выполняется
{\displaystyle 0<e^{-{\frac {1}{x^{2}}}}<e^{-{\frac {1}{x}}}},
то
докажем, что для произвольного {\displaystyle \alpha >0} верно {\displaystyle \lim _{x\to 0,x>0}{\frac {e^{-{\frac {1}{x}}}}{x^{\alpha }}}=0}.
Применение правила Лопиталя непосредственно к частям
{\displaystyle \lim _{x\to 0,x>0}e^{-{\frac {1}{x}}}=\lim _{x\to 0,x>0}x^{\alpha }=0} не приводит к результату.
Выполним замену переменной: {\displaystyle {\frac {1}{x}}=t}:
{\displaystyle \lim _{x\to 0,x>0}{\frac {e^{-{\frac {1}{x}}}}{x^{\alpha }}}=\lim _{t\to +\infty }{\frac {t^{\alpha }}{e^{t}}}={\frac {+\infty }{+\infty }}=\lim _{t\to +\infty }{\frac {\alpha t^{\alpha -1}}{e^{t}}}}.
Пусть {\displaystyle k=\lceil \alpha \rceil }.
Применяя правило Лопиталя {\displaystyle k} раз, в числителе получим либо (при {\displaystyle \alpha =k}) константу {\displaystyle k!}, либо (при {\displaystyle \alpha <k}) бесконечно малую {\displaystyle \alpha (\alpha -1)\ldots (\alpha -k+1)t^{\alpha -k}}:
{\displaystyle \lim _{t\to +\infty }{\frac {t^{\alpha }}{e^{t}}}={\frac {+\infty }{+\infty }}=\ldots =\lim _{t\to +\infty }{\frac {\alpha (\alpha -1)\ldots (\alpha -k+1)t^{\alpha -k}}{e^{t}}}=0}.
Таким образом,
{\displaystyle f'(0)=\lim _{h\to 0,h\in \mathbb {R} \setminus \{0\}}{\frac {2f(h)}{{h}^{3}}}=0}.
Найдём (для {\displaystyle x\neq 0}) несколько начальных
производных функции {\displaystyle f(x)}:
{\displaystyle f'(x)={\frac {2f(x)}{x^{3}}}}
{\displaystyle f''(x)=\left({\frac {2f(x)}{x^{3}}}\right)'=2\left({f'(x){\frac {1}{x^{3}}}+f(x)\left({\frac {1}{x^{3}}}\right)'}\right)=2\left({{\frac {2f(x)}{x^{3}}}{\frac {1}{x^{3}}}+f(x)\left({\frac {1}{x^{3}}}\right)'}\right)=2f(x)\left({{\frac {2}{x^{6}}}-{\frac {3}{x^{4}}}}\right)}
{\displaystyle f'''(x)=\left({2f(x)\left({{\frac {2}{x^{6}}}-{\frac {3}{x^{4}}}}\right)}\right)'=4f(x)\left({{\frac {2}{x^{9}}}-{\frac {3}{x^{7}}}+{\frac {6}{x^{5}}}-{\frac {6}{x^{7}}}}\right)}
И так далее. Во всех случаях, очевидно,
получается произведение {\displaystyle f(x)}
на сумму целых отрицательных степеней
{\displaystyle x}.
Конечная сумма
бесконечно малых является бесконечно малой.
Таким образом,
{\displaystyle \lim _{x\to 0,x\in \mathbb {R} \setminus \{0\}}f^{(k)}(x)=0}.
Вычисляя последовательно по определению (как выше) производные {\displaystyle f(x)} в точке {\displaystyle x=0},
обнаруживаем, что все производные в
точке {\displaystyle x=0} равны нулю.
Примером гладкой функции, не являющейся аналитической ни в одной точке своей области определения, служит функция Фабиуса.

## Область сходимости ряда Тейлора
Ряд Тейлора, являясь степенным рядом, имеет в качестве области сходимости круг (с центром в точке {\displaystyle a}) для случая комплексной переменной
и интервал (с центром в точке {\displaystyle a}) — для случая вещественной переменной.
1. Например, функция {\displaystyle f(x)={\frac {1}{1-x}}} может быть разложена в ряд Тейлора следующим образом: {\displaystyle {\frac {1}{1-x}}=\sum \limits _{k=0}^{\infty }{x^{k}}} (это известная формула суммы бесконечной убывающей геометрической прогрессии). Однако если функция {\displaystyle {\frac {1}{1-x}}} определена для всех действительных чисел, кроме точки {\displaystyle x=1}, то ряд {\displaystyle \sum \limits _{k=0}^{\infty }{x^{k}}} сходится только при условии {\displaystyle |x|<1}.
2. Радиус сходимости ряда Тейлора можно определить, например, по формуле Даламбера:
{\displaystyle R=\lim _{k\to \infty }\left|{\dfrac {\dfrac {{f^{(k)}}(a)}{k!}}{\dfrac {{f^{(k+1)}}(a)}{(k+1)!}}}\right|=\lim _{k\to \infty }\left|{{\frac {{f^{(k)}}(a)}{{f^{(k+1)}}(a)}}(k+1)}\right|}.
3. Рассмотрим для примера экспоненциальную функцию {\displaystyle e^{x}}. Поскольку любая производная экспоненциальной функции равна самой функции в любой точке, то радиус сходимости экспоненциальной функции равен {\displaystyle R=\lim _{k\to \infty }\left|{{\frac {e^{a}}{e^{a}}}(k+1)}\right|=\lim _{k\to \infty }(k+1)=\infty }. Значит, ряд Тейлора экспоненциальной функции сходится на всей оси {\displaystyle x} для любого параметра {\displaystyle a}.

4. От параметра — точки разложения {\displaystyle a} ряда Тейлора — зависит область его сходимости.
Например, разложим в общем случае (для произвольного {\displaystyle a}) в ряд Тейлора функцию {\displaystyle f(x)={\frac {1}{1-x}}}: {\displaystyle f(x)={\frac {1}{1-x}}={\frac {1}{1-a}}\sum \limits _{k=0}^{\infty }{{\left({\frac {x-a}{1-a}}\right)}^{k}}}.
Можно доказать с помощью формулы суммы геометрической прогрессии, что данный ряд, как функция аргумента {\displaystyle x}, при любых значениях {\displaystyle a} (кроме {\displaystyle a=1}) имеет один и тот же вид.
Действительно,
{\displaystyle {\frac {1}{1-a}}\sum \limits _{k=0}^{\infty }{{\left({\frac {x-a}{1-a}}\right)}^{k}}={\frac {1}{1-a}}\cdot {\frac {1}{1-\left({\dfrac {x-a}{1-a}}\right)}}={\frac {1}{1-x}}}.
Область сходимости ряда может быть задана неравенством {\displaystyle \left|{\frac {x-a}{1-a}}\right|<1}. И теперь эта область зависит от {\displaystyle a}. Например, для {\displaystyle a=0} ряд сходится при {\displaystyle x\in (-1;1)}. Для {\displaystyle a=0{,}5} ряд сходится при {\displaystyle x\in (0;1)}.

## Формула Тейлора
Предположим, что функция {\displaystyle f(x)} имеет все производные до {\displaystyle n+1}-го порядка включительно в некотором промежутке, содержащем точку {\displaystyle x=a}. Найдем многочлен {\displaystyle {P_{n}}(x)} степени не выше {\displaystyle n}, значение которого в точке {\displaystyle x=a} равняется значению функции {\displaystyle f(x)} в этой точке, а значения его производных до {\displaystyle n}-го порядка включительно в точке {\displaystyle x=a} равняются значениям соответствующих производных от функции {\displaystyle f(x)} в этой точке.
Достаточно легко доказать, что такой многочлен имеет вид {\displaystyle {P_{n}}(x)=\sum \limits _{k=0}^{n}{{\frac {{f^{(k)}}(a)}{k!}}{{(x-a)}^{k}}}}, то есть это {\displaystyle n}-я частичная сумма ряда Тейлора функции {\displaystyle f(x)}. Разница между функцией {\displaystyle f(x)} и многочленом {\displaystyle {P_{n}}(x)} называется остаточным членом и обозначается {\displaystyle {R_{n}}(x)=f(x)-{P_{n}}(x)}. Формула {\displaystyle f(x)={P_{n}}(x)+{R_{n}}(x)} называется формулой Тейлора. Остаточный член дифференцируем {\displaystyle n+1} раз в рассматриваемой окрестности точки {\displaystyle a}. Формула Тейлора используется при доказательстве большого числа теорем в дифференциальном исчислении.
Говоря нестрого, формула Тейлора показывает поведение функции в окрестности некоторой точки.
Теорема:
| Если функция {\displaystyle f(x)} имеет {\displaystyle n+1} производную на отрезке с концами {\displaystyle a} и {\displaystyle x}, то для произвольного положительного числа {\displaystyle p} найдётся точка {\displaystyle \xi }, лежащая между {\displaystyle a} и {\displaystyle x}, такая, что {\displaystyle f(x)=\sum _{k=0}^{n}{f^{(k)}(a) \over k!}(x-a)^{k}+\left({x-a \over x-\xi }\right)^{p}{(x-\xi )^{n+1} \over n!p}f^{(n+1)}(\xi ).} |

Это формула Тейлора с остаточным членом в общей форме (форма Шлёмильха — Роша).

### Различные формыостаточного члена
В форме Лагранжа:
{\displaystyle R_{n}(x)={(x-a)^{n+1} \over (n+1)!}f^{(n+1)}[a+\theta (x-a)]\qquad p=n+1;\qquad 0<\theta <1}
В форме Коши:
{\displaystyle R_{n}(x)={(x-a)^{n+1}(1-\theta )^{n} \over n!}f^{(n+1)}[a+\theta (x-a)]\qquad p=1;\qquad 0<\theta <1}
В интегральной форме:
{\displaystyle R_{n}(x)={1 \over n!}\int \limits _{a}^{x}(x-t)^{n}f^{(n+1)}(t)\,dt}
Методом интегрирования по частям получим {\displaystyle {\begin{array}{l}{R_{n}}(x)={\frac {1}{n!}}\int \limits _{a}^{x}{{{(x-t)}^{n}}{f^{(n+1)}}(t)dt}={\frac {1}{n!}}\int \limits _{a}^{x}{{{(x-t)}^{n}}d{f^{(n)}}(t)}={\frac {1}{n!}}\left.{\left({{{(x-t)}^{n}}{f^{(n)}}(t)}\right)}\right|_{a}^{x}-{\frac {1}{n!}}\int \limits _{a}^{x}{{f^{(n)}}(t)d}{(x-t)^{n}}=\\={\frac {1}{(n-1)!}}\int \limits _{a}^{x}{{{(x-t)}^{n-1}}{f^{(n)}}(t)d}t-{\frac {{{(x-a)}^{n}}{f^{(n)}}(a)}{n!}}=...=\int \limits _{a}^{x}{f'(t)d}t-\sum \limits _{k=1}^{n}{\frac {{f^{(k)}}(a){{(x-a)}^{k}}}{k!}}=f(x)-\sum \limits _{k=0}^{n}{\frac {{f^{(k)}}(a){{(x-a)}^{k}}}{k!}}\end{array}}}
откуда
{\displaystyle f(x)=\sum \limits _{k=0}^{n}{\frac {{f^{(k)}}(a){{(x-a)}^{k}}}{k!}}+{R_{n}}(x)}
Ослабим предположения:
- Пусть функция {\displaystyle f(x)} имеет {\displaystyle n-1} производную в некоторой окрестности точки {\displaystyle a} и {\displaystyle n}-ю производную в самой точке {\displaystyle a}, тогда:

В асимптотической форме (форме Пеано, локальной форме):
{\displaystyle R_{n}(x)=o[(x-a)^{n}]}
Поскольку {\displaystyle {R_{n}}(a)={R_{n}}(a)'={R_{n}}(a)''=...={R_{n}}{(a)^{(n)}}=0}, то предел отношения {\displaystyle {\frac {{R_{n}}(x)}{{(x-a)}^{n}}}} при {\displaystyle x}, стремящемся к {\displaystyle a}, может быть найден по правилу Лопиталя: {\displaystyle \lim _{x\to a}{\frac {{R_{n}}(x)}{{(x-a)}^{n}}}=\lim _{x\to a}{\frac {{R_{n}}(x)'}{\left({{(x-a)}^{n}}\right)'}}=\lim _{x\to a}{\frac {{R_{n}}(x)''}{\left({{(x-a)}^{n}}\right)''}}=...=\lim _{x\to a}{\frac {{R_{n}}{{(x)}^{(n)}}}{{\left({{(x-a)}^{n}}\right)}^{(n)}}}={\frac {{R_{n}}{{(a)}^{(n)}}}{n!}}=0}
Поскольку исходный предел равен нулю, это значит, что остаточный член {\displaystyle R_{n}(x)} является бесконечно малой функцией более высокого порядка, чем {\displaystyle (x-a)^{n}}, при {\displaystyle x\to a}. А это и есть определение о-малого.

## Критерий аналитичности функции
Предположим, что некоторую функцию {\displaystyle f(x)} нужно разложить в ряд Тейлора в некоторой точке {\displaystyle x=a}. Для этого предварительно нужно убедиться, что функция является аналитической (то есть буквально разложимой) в этой точке. В противном случае получится не разложение функции в ряд Тейлора, а просто ряд Тейлора, который не равен своей функции. Причем, как можно убедиться на примере функции Коши, и функция может быть сколько угодно раз дифференцируемой в точке {\displaystyle a}, и её ряд Тейлора с параметром {\displaystyle a} может быть сходящимся, но при этом ряд Тейлора может быть не равен своей функции.
Во-первых, необходимым условием аналитичности функции является сходимость ряда Тейлора в некоторой непрерывной области. Действительно, если ряд Тейлора сходится всего в одной точке, то это точка {\displaystyle x=a}, потому что в ней ряд Тейлора сходится всегда. Но тогда ряд Тейлора равен функции {\displaystyle f(x)} только в этой единственной точке, а значит, данная функция не будет аналитической.
Во-вторых, по формуле Тейлора в ряд Тейлора с остаточным членом может быть разложена любая (а не только аналитическая) функция, бесконечно дифференцируемая в окрестности, содержащей точку {\displaystyle a}. Пусть ряд Тейлора с параметром {\displaystyle a} такой функции сходится в этой окрестности. Если существует предел каждой из двух последовательностей, то предел суммы этих последовательностей равен сумме их пределов. Тогда для всех {\displaystyle x} из окрестности {\displaystyle a} по формуле Тейлора можно записать {\displaystyle \lim _{n\to \infty }R_{n}(x)=\lim _{n\to \infty }(f(x)-P_{n}(x))=f(x)-\lim _{n\to \infty }P_{n}(x)}, где {\displaystyle \lim _{n\to \infty }P_{n}(x)} — ряд Тейлора.
Очевидно, что функция {\displaystyle f(x)} является аналитической в точке {\displaystyle a} тогда и только тогда, если в указанной окрестности точки {\displaystyle a} существует непрерывная область {\displaystyle X} такая, что для всех {\displaystyle x\in X} остаточный член её разложения по формуле Тейлора стремится к нулю с ростом {\displaystyle n}: {\displaystyle \lim _{n\to \infty }R_{n}(x)=0}.
В качестве примера рассмотрим экспоненциальную функцию {\displaystyle e^{x}}. Её ряд Тейлора сходится на всей оси {\displaystyle x} для любых параметров {\displaystyle a}. Докажем теперь, что эта функция является аналитической во всех точках {\displaystyle a}.
Остаточный член разложения этой функции в форме Лагранжа имеет вид {\displaystyle {R_{n}}(x)={\frac {{(x-a)}^{n+1}}{(n+1)!}}{e^{\xi _{n}}}}, где {\displaystyle \xi _{n}} — некоторое число, заключенное между {\displaystyle x} и {\displaystyle a} (не произвольное, но и не известное). Тогда, очевидно,
{\displaystyle \lim _{n\to \infty }{R_{n}}(x)=\lim _{n\to \infty }{\frac {{(x-a)}^{n+1}}{(n+1)!}}{e^{\xi _{n}}}\leq M\cdot \lim _{n\to \infty }{\frac {{(x-a)}^{n+1}}{(n+1)!}}=0}
Здесь используется, что на фиксированном промежутке экспонента ограничена некоторым числом {\displaystyle M}
Причем, как видно, предел остаточного члена равен нулю для любых {\displaystyle x} и {\displaystyle a}.

## Ряды Маклорена некоторых функций
- Экспонента: {\displaystyle \displaystyle \mathrm {e} ^{x}=1+{\dfrac {x}{1!}}+{\dfrac {x^{2}}{2!}}+{\dfrac {x^{3}}{3!}}+\cdots =\sum \limits _{n=0}^{\infty }{\dfrac {x^{n}}{n!}},x\in \mathbb {C} .}
- Натуральный логарифм («ряд Меркатора»): {\displaystyle \displaystyle \ln(1+x)=x-{\dfrac {x^{2}}{2}}+{\dfrac {x^{3}}{3}}-\cdots =\sum \limits _{n=0}^{\infty }{\dfrac {(-1)^{n}x^{n+1}}{(n+1)}}=\sum \limits _{n=1}^{\infty }{\dfrac {(-1)^{n-1}x^{n}}{n}}} для всех {\displaystyle -1<x\leq 1.}
- Биномиальное разложение: {\displaystyle \displaystyle (1+x)^{\alpha }=1+\sum \limits _{n=1}^{\infty }{\binom {\alpha }{n}}x^{n},} для всех {\displaystyle \left|x\right|<1} и всех комплексных {\displaystyle \alpha ,} где {\displaystyle \displaystyle {\binom {\alpha }{n}}=\prod \limits _{k=1}^{n}{\dfrac {\alpha -k+1}{k}}={\dfrac {\alpha (\alpha -1)\cdots (\alpha -n+1)}{n!}}} — обобщённые биномиальные коэффициенты.
  - Квадратный корень[6]: {\displaystyle \displaystyle {\sqrt {1+x}}=1+{\tfrac {1}{2}}x-{\tfrac {1\cdot 1}{2\cdot 4}}x^{2}+{\tfrac {1\cdot 1\cdot 3}{2\cdot 4\cdot 6}}x^{3}-{\tfrac {1\cdot 1\cdot 3\cdot 5}{2\cdot 4\cdot 6\cdot 8}}x^{4}+{\tfrac {1\cdot 1\cdot 3\cdot 5\cdot 7}{2\cdot 4\cdot 6\cdot 8\cdot 10}}x^{5}-\cdots =\sum \limits _{n=0}^{\infty }{\dfrac {(-1)^{n+1}(2n)!}{2^{2n}(2n-1)(n!)^{2}}}x^{n}=\sum _{n=0}^{\infty }{\frac {(-1)^{n+1}(2n+1)!!}{(2n)!!(2n+1)(2n-1)}}x^{n}} для всех {\displaystyle |x|\leq 1.}
  - Обратный квадратный корень[6]: {\displaystyle \displaystyle {\frac {1}{\sqrt {1+x}}}=1-{\tfrac {1}{2}}x+{\tfrac {1\cdot 3}{2\cdot 4}}x^{2}-{\tfrac {1\cdot 3\cdot 5}{2\cdot 4\cdot 6}}x^{3}+{\tfrac {1\cdot 3\cdot 5\cdot 7}{2\cdot 4\cdot 6\cdot 8}}x^{4}-{\tfrac {1\cdot 3\cdot 5\cdot 7\cdot 9}{2\cdot 4\cdot 6\cdot 8\cdot 10}}x^{5}+\cdots =\sum _{n=0}^{\infty }{\frac {(-1)^{n}(2n)!}{2^{2n}(n!)^{2}}}x^{n}=\sum _{n=0}^{\infty }{\frac {(-1)^{n}(2n+1)!!}{(2n)!!(2n+1)}}x^{n}} для всех {\displaystyle -1<x\leq 1.}
  - Геометрические ряды[англ.]*:
    - {\displaystyle {\dfrac {1}{1-x}}=1+x+x^{2}+x^{3}+\cdots =\sum \limits _{n=0}^{\infty }x^{n}} для всех {\displaystyle |x|<1.}
    - {\displaystyle {\dfrac {1}{(1-x)^{2}}}=1+2x+3x^{2}+4x^{3}+\cdots =\sum \limits _{n=1}^{\infty }nx^{n-1}} для всех {\displaystyle |x|<1.}
    - {\displaystyle {\dfrac {1}{(1-x)^{3}}}=1+3x+6x^{2}+10x^{3}+\cdots =\sum \limits _{n=2}^{\infty }{\frac {(n-1)n}{2}}x^{n-2}} для всех {\displaystyle |x|<1.}
    - Конечный геометрический ряд: {\displaystyle \displaystyle {\dfrac {1-x^{m+1}}{1-x}}=\sum \limits _{n=0}^{m}x^{n}} для всех {\displaystyle x\not =1,\ m\in \mathbb {N} _{0}.}
- Тригонометрические функции[6][7]:
  - Синус: {\displaystyle \sin x=x-{\frac {x^{3}}{3!}}+{\frac {x^{5}}{5!}}-{\frac {x^{7}}{7!}}+{\frac {x^{9}}{9!}}-\cdots =\sum _{n=0}^{\infty }{\frac {(-1)^{n}x^{2n+1}}{(2n+1)!}},\quad x\in \mathbb {C} .}
  - Косинус: {\displaystyle \displaystyle \cos x=1-{\frac {x^{2}}{2!}}+{\frac {x^{4}}{4!}}-{\frac {x^{6}}{6!}}+{\frac {x^{8}}{8!}}-\cdots =\sum _{n=0}^{\infty }{(-1)^{n}}{\frac {x^{2n}}{(2n)!}},\quad x\in \mathbb {C} .}
  - Тангенс: {\displaystyle \displaystyle \operatorname {tg} \ x=x+{\tfrac {1}{3}}x^{3}+{\tfrac {2}{15}}x^{5}+{\tfrac {17}{315}}x^{7}+\cdots =\sum _{n=1}^{\infty }{\frac {(-1)^{n+1}2^{2n}(2^{2n}-1)B_{2n}}{(2n)!}}x^{2n-1}} для всех {\displaystyle \left|x\right|<{\dfrac {\pi }{2}},} где {\displaystyle B_{2n}} — числа Бернулли.
  - Котангенс: {\displaystyle \displaystyle \operatorname {ctg} \ x=x^{-1}-{\tfrac {1}{3}}x-{\tfrac {1}{45}}x^{3}-{\tfrac {2}{945}}x^{5}+\cdots =\sum _{n=0}^{\infty }{\frac {(-1)^{n}2^{2n}B_{2n}}{(2n)!}}x^{2n-1}} для всех {\displaystyle 0<|x|<\pi ,} где {\displaystyle B_{2n}} — числа Бернулли.
  - Секанс: {\displaystyle \displaystyle \sec x=1+{\tfrac {1}{2}}x^{2}+{\tfrac {5}{24}}x^{4}+{\tfrac {61}{720}}x^{6}+\cdots =\sum _{n=0}^{\infty }{\frac {(-1)^{n}E_{2n}}{(2n)!}}x^{2n}} для всех {\displaystyle \left|x\right|<{\dfrac {\pi }{2}},} где {\displaystyle E_{2n}} — числа Эйлера.
  - Косеканс: {\displaystyle \displaystyle \operatorname {cosec} x=x^{-1}+{\tfrac {1}{6}}x+{\tfrac {7}{360}}x^{3}+{\tfrac {31}{15120}}x^{5}+\cdots =\sum _{n=0}^{\infty }{\frac {(-1)^{n+1}2\left(2^{2n-1}-1\right)B_{2n}}{(2n)!}}x^{2n-1}} для всех {\displaystyle 0<|x|<\pi ,} где {\displaystyle B_{2n}} — числа Бернулли.
- Обратные тригонометрические функции[6][8]:
  - Арксинус: {\displaystyle \arcsin x=x+{\tfrac {1}{2\cdot 3}}x^{3}+{\tfrac {1\cdot 3}{2\cdot 4\cdot 5}}x^{5}+{\tfrac {1\cdot 3\cdot 5}{2\cdot 4\cdot 6\cdot 7}}x^{7}+\cdots \ =\sum _{n=0}^{\infty }{\frac {(2n+1)!!}{(2n)!!}}{\frac {x^{2n+1}}{(2n+1)^{2}}}=\sum _{n=0}^{\infty }{\frac {(2n)!}{2^{2n}(n!)^{2}}}{\frac {x^{2n+1}}{2n+1}}} для всех {\displaystyle \left|x\right|\leq 1}[9].
  - Арккосинус: {\displaystyle \arccos x={\pi  \over 2}-\arcsin x={\pi  \over 2}-x-{\tfrac {1}{2\cdot 3}}x^{3}-{\tfrac {1\cdot 3}{2\cdot 4\cdot 5}}x^{5}-{\tfrac {1\cdot 3\cdot 5}{2\cdot 4\cdot 6\cdot 7}}x^{7}-\cdots ={\pi  \over 2}-\sum _{n=0}^{\infty }{\frac {(2n+1)!!}{(2n)!!}}{\frac {x^{2n+1}}{(2n+1)^{2}}}={\pi  \over 2}-\sum _{n=0}^{\infty }{\frac {(2n)!}{2^{2n}(n!)^{2}}}{\frac {x^{2n+1}}{2n+1}}} для всех {\displaystyle \left|x\right|\leq 1.}
  - Арктангенс: {\displaystyle \operatorname {arctg} x=x-{\frac {x^{3}}{3}}+{\frac {x^{5}}{5}}-{\frac {x^{7}}{7}}+\cdots \ =\sum _{n=1}^{\infty }{\frac {(-1)^{n-1}}{2n-1}}x^{2n-1}} для всех {\displaystyle \left|x\right|\leq 1.}
  - Арккотангенс: {\displaystyle \operatorname {arcctg} x={\pi  \over 2}-\operatorname {arctg} x={\pi  \over 2}-x+{\frac {x^{3}}{3}}-{\frac {x^{5}}{5}}+{\frac {x^{7}}{7}}-\cdots ={\pi  \over 2}-\sum _{n=1}^{\infty }{\frac {(-1)^{n-1}}{2n-1}}x^{2n-1}} для всех {\displaystyle \left|x\right|\leq 1.}
- Гиперболические функции[6][10]:
  - Гиперболический синус: {\displaystyle \operatorname {sh} x=x+{\frac {x^{3}}{3!}}+{\frac {x^{5}}{5!}}+{\frac {x^{7}}{7!}}+\cdots =\sum _{n=0}^{\infty }{\frac {x^{2n+1}}{(2n+1)!}},\quad x\in \mathbb {C} .}
  - Гиперболический косинус: {\displaystyle \operatorname {ch} x=1+{\frac {x^{2}}{2!}}+{\frac {x^{4}}{4!}}+{\frac {x^{6}}{6!}}+\cdots =\sum _{n=0}^{\infty }{\frac {x^{2n}}{(2n)!}},\quad x\in \mathbb {C} .}
  - Гиперболический тангенс: {\displaystyle \operatorname {th} x=x-{\frac {x^{3}}{3}}+{\frac {2x^{5}}{15}}-{\frac {17x^{7}}{315}}+\cdots =\sum _{n=1}^{\infty }{\frac {2^{2n}B_{2n}(2^{2n}-1)}{(2n)!}}x^{2n-1}} для всех {\displaystyle \left|x\right|<{\dfrac {\pi }{2}}.}
  - Гиперболический котангенс: {\displaystyle \operatorname {cth} x=x^{-1}+{\tfrac {1}{3}}x-{\tfrac {1}{45}}x^{3}+{\tfrac {2}{945}}x^{5}-\cdots =\sum _{n=0}^{\infty }{\frac {2^{2n}B_{2n}}{(2n)!}}x^{2n-1}} для всех {\displaystyle 0<|x|<\pi .}
  - Гиперболический секанс: {\displaystyle \operatorname {sech} x=1-{\tfrac {1}{2}}x^{2}+{\tfrac {5}{24}}x^{4}-{\tfrac {61}{720}}x^{6}+\cdots =\sum _{n=0}^{\infty }{\frac {E_{2n}}{(2n)!}}x^{2n}} для всех {\displaystyle \left|x\right|<{\dfrac {\pi }{2}}.}
  - Гиперболический косеканс: {\displaystyle \operatorname {cosech} x=x^{-1}-{\tfrac {1}{6}}x+{\tfrac {7}{360}}x^{3}-{\tfrac {31}{15120}}x^{5}+\cdots =\sum _{n=0}^{\infty }{\frac {2(2^{2n-1}-1)B_{2n}}{(2n)!}}x^{2n-1}} для всех {\displaystyle 0<|x|<\pi .}
- Обратные гиперболические функции[6][11]:
  - Гиперболический арксинус: {\displaystyle \operatorname {arsh} x=x-{\tfrac {1}{2\cdot 3}}x^{3}+{\tfrac {1\cdot 3}{2\cdot 4\cdot 5}}x^{5}-{\tfrac {1\cdot 3\cdot 5}{2\cdot 4\cdot 6\cdot 7}}x^{7}+\cdots \ =\sum _{n=0}^{\infty }{\frac {(-1)^{n}(2n+1)!!}{(2n)!!}}{\frac {x^{2n+1}}{(2n+1)^{2}}}=\sum _{n=0}^{\infty }{\frac {(-1)^{n}(2n)!}{2^{2n}(n!)^{2}}}{\frac {x^{2n+1}}{2n+1}}} для всех {\displaystyle \left|x\right|\leq 1.}
  - Гиперболический арктангенс: {\displaystyle \operatorname {arth} x=x+{\tfrac {1}{3}}x^{3}+{\tfrac {1}{5}}x^{5}+{\tfrac {1}{7}}x^{7}+\cdots =\sum _{n=0}^{\infty }{\frac {x^{2n+1}}{2n+1}}} для всех {\displaystyle \left|x\right|<1.}
- W-функция Ламберта: {\displaystyle W_{0}(x)=x-x^{2}+{\dfrac {3x^{3}}{2}}-{\dfrac {8x^{4}}{3}}+{\dfrac {125x^{5}}{24}}-\cdots =\sum \limits _{n=1}^{\infty }{\dfrac {(-n)^{n-1}}{n!}}x^{n},|x|\leq 1/e.}
- Другие функции:
  - {\displaystyle {\frac {e^{x}}{1-x}}=1+\sum _{n=1}^{\infty }{\frac {\lfloor en!\rfloor }{n!}}x^{n}}[12]

## Формула Тейлора для функции двух переменных
Пусть функция {\displaystyle f(x,y)} имеет непрерывные производные до {\displaystyle (n+1)}-го порядка включительно в некоторой окрестности точки {\displaystyle (x_{0},y_{0})}.
Введём дифференциальный оператор
{\displaystyle \mathrm {T} =(x-x_{0}){\dfrac {\partial }{\partial x}}+(y-y_{0}){\dfrac {\partial }{\partial y}}}.
Тогда разложение (формула Тейлора) функции {\displaystyle f(x,y)} по степеням {\displaystyle (x-x_{0})^{p}(y-y_{0})^{q}} для {\displaystyle p+q\leq n} в окрестности точки {\displaystyle (x_{0},y_{0})} будет иметь вид
{\displaystyle f(x,y)=\sum \limits _{k=0}^{n}{\dfrac {\mathrm {T} ^{k}f(x_{0},y_{0})}{k!}}+R_{n}(x,y),}
где {\displaystyle R_{n}(x,y)} — остаточный член в форме Лагранжа:
{\displaystyle R_{n}(x,y)={\dfrac {\mathrm {T} ^{(n+1)}f(\xi ,\zeta )}{(n+1)!}},\ \xi \in [x_{0},x],\ \zeta \in [y_{0},y]}
Следует иметь в виду, что операторы {\displaystyle {\dfrac {\partial }{\partial x}}} и {\displaystyle {\dfrac {\partial }{\partial y}}}
в {\displaystyle \mathrm {T} ^{k}} действуют только на функцию {\displaystyle f(x,y)}, но не на {\displaystyle (x-x_{0})} и/или {\displaystyle (y-y_{0})}.
Аналогичным образом формула строится для функций любого числа переменных, меняется только число слагаемых в операторе {\displaystyle \mathrm {T} }.
В случае функции одной переменной {\displaystyle \mathrm {T} =(x-x_{0}){\dfrac {d}{dx}}\,}.

## Формула Тейлора многих переменных
Для получения формулы Тейлора функции {\displaystyle n} переменных {\displaystyle f(x_{1},x_{2},...x_{n})}, которая в некоторой окрестности точки {\displaystyle (a_{1},a_{2},...,a_{n})} имеет непрерывные производные до {\displaystyle (m+1)}-го порядка включительно, введём дифференциальный оператор
{\displaystyle \mathrm {T} =(x_{1}-a_{1}){\dfrac {\partial }{\partial x_{1}}}+(x_{2}-a_{2}){\dfrac {\partial }{\partial x_{2}}}+...+(x_{n}-a_{n}){\dfrac {\partial }{\partial x_{n}}}.}
Тогда разложение (формула Тейлора) функции по степеням {\displaystyle (x_{i}-a_{i})^{k_{i}}} в окрестности точки {\displaystyle (a_{1},a_{2},...,a_{n})} имеет вид
{\displaystyle f(x_{1},x_{2},...x_{n})=\sum \limits _{k=0}^{m}{\dfrac {\mathrm {T} ^{k}f(a_{1},a_{2},...,a_{n})}{k!}}+R_{m}(x_{1},x_{2},...x_{n}),}
где {\displaystyle R_{m}(x_{1},x_{2},...x_{n})} — остаточный член порядка {\displaystyle (m+1)}.
Для функции {\displaystyle n} переменных, бесконечно дифференцируемой в некоторой окрестности точки {\displaystyle (a_{1},a_{2},...,a_{n})}, ряд Тейлора имеет вид:
{\displaystyle f(x_{1},x_{2},...x_{n})=\sum \limits _{k=0}^{\infty }{\frac {1}{k!}}\sum \limits _{i_{1}=1}^{n}\sum \limits _{i_{2}=1}^{n}...\sum \limits _{i_{k}=1}^{n}{\frac {\partial ^{k}f(a_{1},a_{2},...,a_{n})}{\partial x_{i_{1}}\partial x_{i_{2}}...\partial x_{i_{k}}}}(x_{i_{1}}-a_{1})(x_{i_{2}}-a_{2})...(x_{i_{n}}-a_{n})}.
В другой форме ряд Тейлора можно записать таким образом:
{\displaystyle f(x_{1},x_{2},...x_{n})=\sum \limits _{k=0}^{\infty }\overbrace {\sum \limits _{k_{1}=0}\sum \limits _{k_{2}=0}...\sum \limits _{k_{n}=0}} ^{k_{1}+k_{2}+...+k_{n}=k}{\dfrac {1}{k_{1}!k_{2}!...k_{n}!}}{\dfrac {\partial ^{k}f(a_{1},a_{2},...,a_{n})}{\partial x_{1}^{k_{1}}\partial x_{2}^{k_{2}}...\partial x_{n}^{k_{n}}}}(x_{1}-a_{1})^{k_{1}}(x_{2}-a_{2})^{k_{2}}...(x_{n}-a_{n})^{k_{n}}}.

### Пример разложения в ряд Маклорена функции трёх переменных
Найдём выражение для разложения в ряд Тейлора функции трёх переменных {\displaystyle x}, {\displaystyle y} и {\displaystyle z} в окрестности точки {\displaystyle (0,0,0)} до второго порядка малости. Оператор {\displaystyle \mathrm {T} } будет иметь вид
{\displaystyle \mathrm {T} =x{\dfrac {\partial }{\partial x}}+y{\dfrac {\partial }{\partial y}}+z{\dfrac {\partial }{\partial z}}.}
Разложение в ряд Тейлора запишется в виде
{\displaystyle f(x,y,z)=\sum \limits _{k=0}^{2}{\dfrac {\mathrm {T} ^{k}f_{0}}{k!}}+R_{2}(x,y,z)=}
{\displaystyle =\left(1+T+{\frac {T^{2}}{2}}\right)f_{0}+R_{2}(x,y,z);}
Учитывая, что
{\displaystyle T^{2}=x^{2}{\dfrac {\partial ^{2}}{\partial x^{2}}}+y^{2}{\dfrac {\partial ^{2}}{\partial y^{2}}}+z^{2}{\dfrac {\partial ^{2}}{\partial z^{2}}}+2xy{\dfrac {\partial ^{2}}{\partial x\partial y}}+2xz{\dfrac {\partial ^{2}}{\partial x\partial z}}+2yz{\dfrac {\partial ^{2}}{\partial y\partial z}},}
получим
{\displaystyle f(x,y,z)=f_{0}+x{\dfrac {\partial f_{0}}{\partial x}}+y{\dfrac {\partial f_{0}}{\partial y}}+z{\dfrac {\partial f_{0}}{\partial z}}+{\frac {x^{2}}{2}}{\dfrac {\partial ^{2}f_{0}}{\partial x^{2}}}+{\frac {y^{2}}{2}}{\dfrac {\partial ^{2}f_{0}}{\partial y^{2}}}+{\frac {z^{2}}{2}}{\dfrac {\partial ^{2}f_{0}}{\partial z^{2}}}+}
{\displaystyle +xy{\dfrac {\partial ^{2}f_{0}}{\partial x\partial y}}+xz{\dfrac {\partial ^{2}f_{0}}{\partial x\partial z}}+yz{\dfrac {\partial ^{2}f_{0}}{\partial y\partial z}}+R_{2}(x,y,z).}
Например, при {\displaystyle f(x,y,z)=e^{x+y+z}},
{\displaystyle f(x,y,z)=1+x+y+z+{\frac {x^{2}}{2}}+{\frac {y^{2}}{2}}+{\frac {z^{2}}{2}}+xy+xz+yz+R_{2}(x,y,z).}